# Urfeld
Urfeld is een plaats in de Duitse gemeente Wesseling, deelstaat Noordrijn-Westfalen, en telt 4057 inwoners (2006).